# آدم بيرت
آدم بيرت (بالإنجليزية: Adam Burt)‏ هو لاعب هوكي الجليد أمريكي، ولد في 15 يناير 1969 في ديترويت في الولايات المتحدة.

## وصلات خارجية
- آدم بيرت على موقع دوري الهوكي الوطني (الإنجليزية)
- آدم بيرت على موقع قاعة مشاهير الهوكي (لاعب أن.إتش.أل) (الإنجليزية)
- آدم بيرت على موقع EliteProspects.com (الإنجليزية)
- آدم بيرت على موقع HockeyDB.com (الإنجليزية)
- آدم بيرت على موقع Hockey-Reference.com (الإنجليزية)